# Generalplan Ost

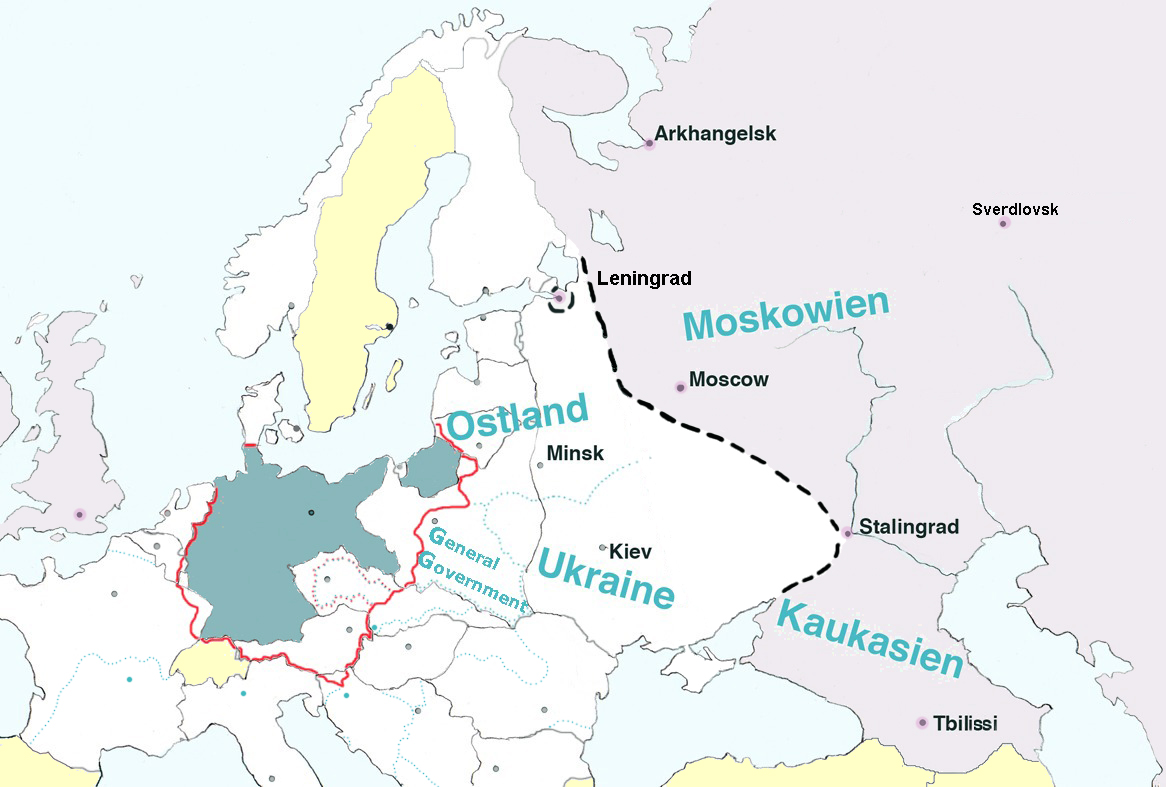
Reconstructie van Generalplan Ost m.b.t. de periode 1940-1942

Generalplan Ost was tijdens de Tweede Wereldoorlog een geheim plan van de nazi’s om delen van Midden- en Oost-Europa te germaniseren, om zo de Lebensraum voor het Duitse volk te vergroten. Onderdeel van het plan was etnische zuivering door onderwerping, verdrijving en vernietiging van de inheemse Slavische bevolking.

## Geschiedenis
Generalplan Ost kreeg in 1939-1940 gestalte. Het plan werd gemaakt door Ostforschung, een universiteiten overkoepelende organisatie. SS-Standartenführer (kolonel) dr. Hans Ehlich was eindverantwoordelijke. De uitvoering van het plan ressorteerde onder het Reichssicherheitshauptamt (RSHA). Het plan behelsde de etnische zuiveringen in Oost-Europa. Delen van Polen en Rusland zouden in dat kader na de zuivering door Duitse boeren gekoloniseerd moeten worden. Overlevende Slavische inwoners zouden door de nazi’s aan deze boeren als slaaf ter beschikking worden gesteld. Dat zou naar schatting vijfentwintig procent van de bestaande bevolking zijn. In het kader van Generalplan Ost zijn honderden Wit-Russische en Oekraïense dorpen van de aardbodem verdwenen. Khatyn was het eerste dorp in deze rij. Een monument aldaar herinnert aan de 147 dorpen die in Wit-Rusland werden verwoest. Opmerkelijk is dat de moordenaars niet alleen Duitsers waren. Onder hen waren ook collaborerende Slaven uit Polen, Rusland en Wit-Rusland.

## Fases
In zijn eindversie bestond Generalplan Ost uit twee delen:
- het kleine plan (Duits: Kleine Planung) dat acties tijdens de oorlog voorschreef. Operatie Tannenberg, de Intelligenzaktion en de daarop volgende AB-Aktion waren vroege onderdelen van Generalplan Ost. Zij behelsden de uitroeiing van de Poolse elite. De uitvoerders van deze operatie waren deels etnische Duitsers uit Polen. Deze troepen waren al voor de Duitse inval in Polen in Duitsland getraind in het kader van Selbstschutz.
- het grote plan (Duits: Große Planung) dat naoorlogse acties in een 30-jarenplan voorschreef. Dit grote plan voorzag in de deportatie van 45 miljoen mensen van niet-germaniseerbare bevolkingsgroepen naar Siberië. Voor hen in de plaats zouden 8 tot 10 miljoen Germaanse boeren, waaronder Nederlanders, komen, die konden beschikken over 14 miljoen achtergeblevenen, die als slaven zouden worden tewerkgesteld.

| Etnische groep | Percentage te verwijderen mensen |
| -------------- | -------------------------------- |
| Polen          | 80-85%                           |
| Wit-Russen     | 75%                              |
| Oekraïners     | 65%                              |
| Esten          | 50%                              |
| Letten         | 85%                              |
| Litouwers      | 85%                              |
| Tsjechen       | 50%                              |

## Na de oorlog
Na het einde van de oorlog zijn er geen directe papieren aangaande Generalplan Ost gevonden. Na de getuigenis van Ehlich tijdens de processen van Neurenberg heeft men aan de hand van zijn verhaal en gevonden memo’s en nota’s het plan kunnen reconstrueren. Daarbij heeft de memo van 27 april 1942 van dr Erich Wetzel (leider rassenproblematiek bij de NSDAP) een belangrijke rol gespeeld. Uit een rapport uit 1995 van de Russische Academie van Wetenschappen blijkt dat er 13,7 miljoen burgers in het toenmalige Rusland door de nazi’s vermoord zijn ten tijde van de Tweede Wereldoorlog. Dat was ongeveer twintig procent van de totale bevolking.